# Venegazzù
Venegazzù (Venegasù in veneto) è una frazione del comune italiano di Volpago del Montello, in provincia di Treviso. Dista circa 2 km dal centro di Volpago.

## Storia
La storia del paese si intreccia con quella del vicino paese di Volpago del Montello.

## Monumenti e luoghi d'interesse

### Architetture religiose

#### Chiesa parrocchiale
La chiesa di Sant'Andrea venne edificata a partire dal 1765 grazie a un cospicuo prestito in denaro da parte del nobiluomo Marcantonio Spineda. Il sacro edificio fu benedetto nel 1794 e consacrato nel 1825.

### Architetture civili

#### Villa Spineda
Il progetto iniziale di F. M. Preti (1701-1774) fu rielaborato da Miazzi (1699-1797). Il complesso presenta un imponente edificio dominicale, che si sviluppa attorno al pronao centrale, affiancato da due ariose barchesse.

#### Casa Dal Zotto
Costruzione con ballatoio tipico delle abitazioni quattrocentesche.